# Paranatula
Paranatula är ett släkte av fjärilar. Paranatula ingår i familjen mott.
Kladogram enligt Catalogue of Life:
| Paranatula | \| \| Paranatula vincentia \| \| \| \| \| \| Paranatula zographica \| \| \| \| |
|            | \| \| Paranatula vincentia \| \| \| \| \| \| Paranatula zographica \| \| \| \| |
|            | Paranatula vincentia                                                           |
|            |                                                                                |
|            | Paranatula zographica                                                          |
|            |                                                                                |